# Acacia empelioclada
Acacia empelioclada là một loài thực vật có hoa trong họ Đậu. Loài này được Maslin miêu tả khoa học đầu tiên.
Đây là loài bản địa một khu vực dọc theo bờ biển phía nam trong khu vực Goldfields-Esperance và Great South của Tây Úc. 
Là cây bụi mọc thẳng đứng thường phát triển đến chiều cao 0,5 đến 2 mét. Chúng nở hoa từ tháng 7 đến tháng 10 và có hoa màu vàng kem.